# Andrés Galarraga
Pour les articles homonymes, voir Galarraga.
Andrés José Padovani Galarraga, né le 18 juin 1961 à Caracas au Venezuela, est un ancien joueur des Ligues majeures. Il évolue comme joueur de premier but chez les Expos de Montréal (1985-91 et 2002), les Cardinals de Saint-Louis (1992), les Rockies du Colorado (1993-97), les Braves d'Atlanta (1998 et 2000), les Rangers du Texas (2001), les Giants de San Francisco (2001 et 2003) ainsi que pour les Angels d'Anaheim (2004).
Avec 399 circuits en carrière, il est le premier joueur vénézuélien de l'histoire à en frapper au moins 300 dans les Ligues majeures. Il est rejoint en 2012 dans ce club sélect par Miguel Cabrera, qui dépasse en 2015 son record pour un joueur natif de ce pays. Son record de 1 425 points produits en carrière par un Vénézuélien est également battu en 2015 par Cabrera.
Galarraga commence sa carrière professionnelle au Venezuela à l'âge de 16 ans. Malgré plusieurs blessures subies tout au long de sa carrière, il reste un joueur très populaire autant pour ses performances sur le terrain que pour sa gentillesse. Son surnom « Le gros chat » (El Gran Gato) mettait l'accent sur son agilité extraordinaire en dépit de son gabarit imposant (1,91 m pour 117 kg). Galarraga est sélectionne à cinq matchs des étoiles, gagne deux Gants dorés et deux Bâtons d'argent et est deux fois le gagnant du prix du meilleur retour de l'année selon The Sporting News (The Sporting News Comeback Player of the Year Award), notamment en 2000 à la suite d'un retour au jeu après avoir vaincu le cancer.

## Carrière

### Ligue d'hiver du Venezuela
Galarraga a signé un contrat avec les Leones del Caracas à titre de receveur et de joueur de troisième but lors de la saison 1978-79. Quelques coéquipiers étaient alors des joueurs des MLB, Tony Armas, Bo Díaz, Manny Trillo, Léo Hernandez et Gonzalo Márquez. Galarraga commença ainsi sa carrière comme réserviste pour devenir un joueur de premier but régulier trois saisons plus tard. Recommandé par Felipe Alou, les Expos de Montréal firent une offre à Andrés Galarraga en 1979, et ce, même si plusieurs recruteurs trouvaient le frappeur de puissance de 17 ans trop gras pour le baseball professionnel.
Durant la saison 1985,86, Galarraga joua les 65 parties inscrites au calendrier, menant la ligue au niveau des circuits avec 14, des points marqués (47) et de la moyenne au baton (.297). Il fut également deuxième pour ce qui est des points produits avec 37 et des doubles (10). En 13 saisons au Venezuela, il a frappé pour .271 avec 61 coups de circuits et 282 points produits en 555 parties. Par ailleurs, il fut reconnu comme un joueur ayant une excellente lecture du jeu en allongeant parfois certaines courses (extra bases) et en volant quelques buts.

### Ligues mineures
Mis sous contrat sans avoir été repêché par les Expos de Montréal, Galarraga a évolué dans le système de clubs-école des Expos. Il commença sa carrière dans le baseball affilié avec les Expos de Calgary qui évoluaient dans la Pioneer League en 1979. La même année il fut brièvement promu au niveau A et envoyé aux Expos de West Palm Beach de la Florida State League. Il passa la saison 1980 dans l'alignement de Calgary. La campagne de 1981 vit son retour au niveau A, cette fois chez les Expos de Jamestown de la  New York-Penn League. Les saisons 1982 et 1983 marquèrent son retour à West Palm Beach.

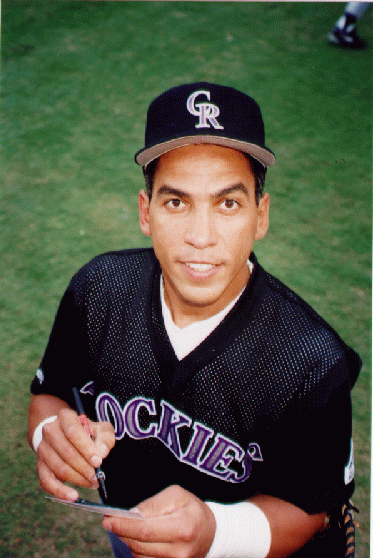
Andrés Galarraga en 1996 avec les Rockies du Colorado.

En 1984 il fut promu aux Suns de Jacksonville, niveau AA qui jouaient dans la Southern League. Encore une fois promu, cette fois-ci au niveau AAA, il s'aligna avec les Indians d'Indianapolis de l'International League. In ne complète pas la saison, étant appelé en fin de saison dans les majeures.

### Ligues majeures
Galarraga est l'un des quatre joueurs de toute l'histoire des majeures à avoir été atteint par un lancer deux fois dans une même manche. La chose est survenue le 12 juillet 1996 alors que Galarraga, portant les couleurs des Rockies du Colorado, est atteint par un tir de Bryce Florie puis par un autre de Willie Blair dans la 7e manche du match contre San Diego.
Le nom de Galarraga est apparu sur les bulletins de vote pour le Temple de la renommée du baseball en 2010, cinq ans après sa retraite. Il a recueilli 22 voix, soit 4,1 % du vote exprimé, ne recueillant pas le minimum de 5 % permettant à un joueur de voir son nom réapparaître sur les bulletins lors des années subséquentes.